# Szenttéavatási Ügyek Kongregációja
A Szenttéavatási Ügyek Kongregációja (latinul: Congregatio de Causis Sanctorum), régebbi nevén Rítuskongregáció a Római Kúria egyik hivatala (dikasztériuma), amely elsősorban a boldoggá és szentté avatási eljárásokat felügyeli.

## Története
Az őskeresztény egyházban spontánul kezdték tisztelni vértanúikat, formális jóváhagyás nélkül, majd a 4. századtól a hitvallókat is, és ekkortól szükségessé vált a tisztelet szabályozása, ami ebben az időben még helyi, püspöki szinten történt meg. A helyileg sokszor eltérő kritériumok és az előforduló túlkapások szükségessé tették az egész egyházra érvényes egységes szabályozást.
III. Sándor pápa 1170. július 6-án írt levele tekinthető azon pontnak, amikortól a pápa kizárólagos jogkörébe került a szentté avatás, és ezt 1243-ban IV. Ince pápa az egész egyházra vonatkozóan elrendelte.
Ekkorra már nemcsak különbséget tesznek az egyetemesen elismert szentek és a helyi tiszteletnek örvendő boldogok között, hanem az eljárás felvette a per formáját: szükségessé vált a hiteles életrajz elkészítése és a személyhez fűződő csodák összegyűjtése. 1588-ban V. Szixtusz pápa létrehozta a szentek ügyeiben is illetékes Rítuskongregációt, az eljárás részletes menetét VIII. Orbán pápa (1623-1644) határozta meg. E kongregáció másik jelentős feladata a liturgiával kapcsolatos szabályozás volt.
VI. Pál pápa a liturgiával kapcsolatos feladatokat 1969. május 8-án elvette a kongregációtól, majd II. János Pál pápa Pastor Bonum kezdetű apostoli rendelkezésével nevét 1988. június 28-án a  Szenttéavatási Ügyek Kongregációjára változtatta meg.

## Vezetése
| Fénykép | Név, beosztás                       | Országa     | Kinevezés dátuma  |
| ------- | ----------------------------------- | ----------- | ----------------- |
|         | Marcello Semeraro bíboros prefektus | Olaszország | 2020. október 15. |
|         | Fabio Fabene érsek titkár           | Olaszország | 2021. január 18.  |

### Korábbi prefektusai
- Alfonso Gesualdo di Conza (1588–1603)
- Tolomeo Gallio (1603–1607)
- Domenico Pinelli (1607–1611)
- Flavio Chigi (1759–1771)
- Mario Marefoschi Compagnoni (1771–1780)
- Giulio Maria della Somaglia (1800–1814)
- Giorgio Doria Pamphilj Landi (1821–1837)
- Ludovico Micara, O.F.M. Cap. (1843–1844)
- Luigi Emmanuele Nicolo Lambruschini, B. (1847–1854)
- Costantino Patrizi Naro (1854–1860)
- Luigi Maria Bilio, B. (1876–1877)
- Tommaso Maria Martinelli, O.S.A. (1877–1878)
- Domenico Bartolini (1878–1886)
- Angelo Bianchi (1887–1897)
- Carlo Laurenzi (1889–1889)
- Camillo Mazzella, S.J. (1897–1900)
- Gaetano Aloisi Masella (1899–1902)
- Domenico Ferrata (1900–1902)
- Serafino Cretoni (1903–1909)
- Luigi Tripepi (1903–1906)
- Sebastiano Martinelli, O.S.A. (1909–1918)
- Scipione Tecchi (1914–1915)
- Antonio Vico (1915–1929)
- Camillo Laurenti (1929–1938)
- Carlo Salotti (1938–1947)
- Clemente Micara (1950–1953)
- Gaetano Cicognani (1953–1962)
- Arcadio María Larraona Saralegui, C.M.F. (1962–1968)
- Benno Walter Gut, O.S.B. (1967–1969)
- Paolo Bertoli (1969–1973)
- Luigi Raimondi (1973–1975)
- Corrado Bafile (1975–1980)
- Pietro Palazzini (1980–1988)
- Angelo Felici (1988–1995)
- Alberto Bovone (1995–1998)
- José Saraiva Martins, C.M.F. (1998–2008)
- Angelo Amato S.D.B. (2008–2018)
- Giovanni Angelo Becciu (2018–2020)